# Magnaporthales
Magnaporthales é uma ordem de fungos da classe Sordariomycetes. Inclui uma única família, Magnaporthaceae.